# Cherlers Klee
Cherlers Klee (Trifolium cherleri) ist eine Pflanzenart aus der Gattung Klee (Trifolium).  Er wird in der Gattung in die Sektion Trifolium, Untersektion Lappacea gestellt. 

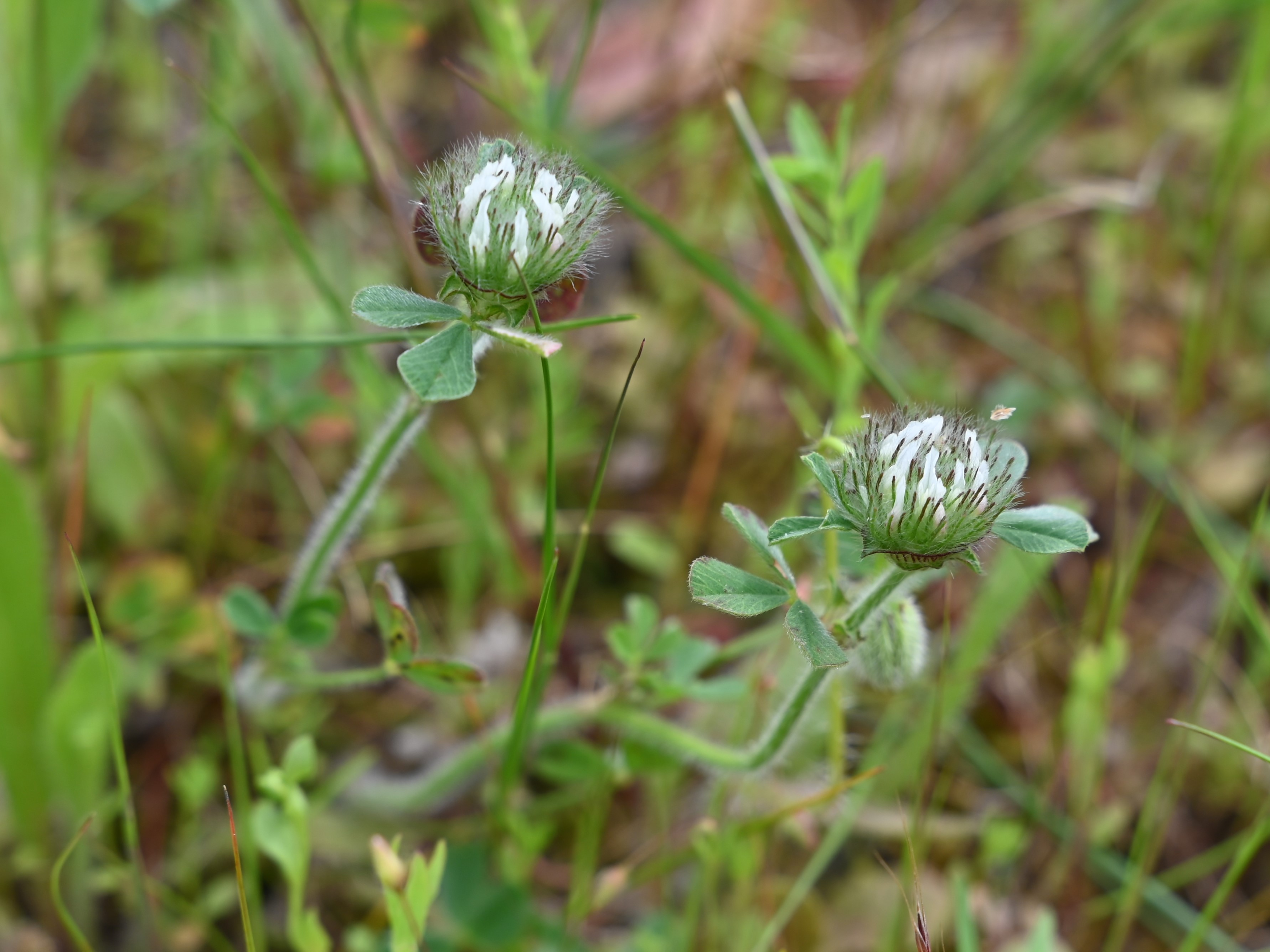
Blühend

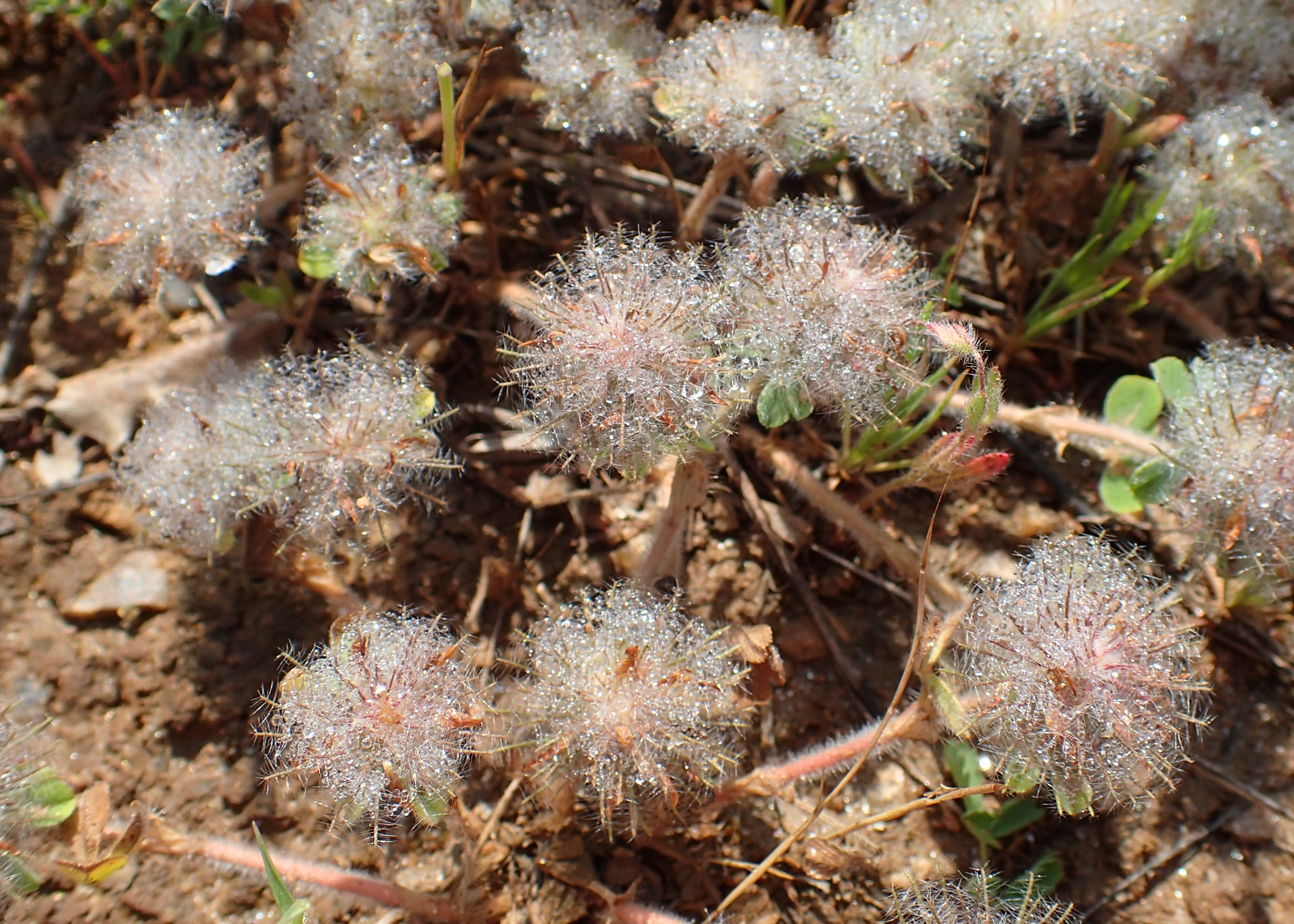
Fruchtend

## Beschreibung
Cherlers Klee ist eine einjährige, krautige Pflanze, die Wuchshöhen zwischen 5 und 20 Zentimeter erreicht. Die Sprossachse ist dicht behaart und nur wenig verzweigt, oft stehen jedoch viele Stängel dicht nebeneinander. Sie ist aufsteigend oder niederliegend.
Die Laubblätter sind lang gestielt, die obersten jedoch fast ohne Blattstiel. Die Blätter sind dreifiedrig, die einzelnen Fiedern zwischen 0,6 und 1,2 Zentimeter lang und 0,4 bis 0,8 Zentimeter breit. Die Spreiten sind verkehrt-eiförmig. Der Blattrand ist zumindest im oberen Teil fein gezähnelt. Die Spitze ist verkehrt-herzförmig. Die Nebenblätter sind häutchenartig, fast eiförmig und mit deutlich sichtbarer grünlicher Nervatur. Der freie Teil der Nebenblätter ist kürzer als der verwachsene Teil.
Die Blütenstände sind ungestielt und vielblütig. Sie durchmessen 0,6 bis 1,2 Zentimeter und sind in Hüllblätter aus drei rundlichen, behaarten, oft farbigen Hochblättern eingeschlossen. Die Form ist eiförmig bis kugelig. Die einzelnen Blüten sind 0,8 bis 1,2 Zentimeter lang.
Der Kelch ist weißlich mit grünen Kelchzähnen. Er ist im unteren Teil röhrenförmig bis glockenförmig und 20-nervig. Die Kelchzähne sind stumpf, und mehr oder weniger gleichgestaltet mit dreieckiger Basis. Sie sind deutlich länger als die Kelchröhre.
Die Krone ist weiß bis cremefarben, selten rötlich, und etwa ebenso lang wie der Kelch. Die Fahne ist länglich und spitz. Sie ist um einiges länger als Schiffchen und Flügel.
In der Fruchtreife verdickt sich die Kelchröhre nicht und ist in der Innenseite deutlich behaart. Sie verwächst mit der Blütenstandsachse und reißt auch nach der Fruchtreife nicht ab. Die Kelchzähne stehen weit ab und sind ebenfalls fedrig behaart. Die Hülsenfrüchte sind häutchenartig, eiförmig und an der Spitze verdickt. Die Samen durchmessen mehr als 2 Millimeter und sind von gelber Farbe. Sie sind eiförmig und gerillt.
Die Chromosomenzahl beträgt 2n = 10.

## Verbreitung
Das Verbreitungsgebiet von Cherlers Klee umfasst ganz Südeuropa, Kleinasien, Ägypten, Libyen, Tunesien, Algerien, Marokko und die Kanaren. Neophytische Vorkommen finden sich in Süd- und Westaustralien. In Europa kommt er ursprünglich vor in Portugal, Spanien, Frankreich, Italien, im früheren Jugoslawien, Albanien, Griechenland, Bulgarien und in der Türkei.
Cherlers Klee wächst unter Bäumen und im Grasland, gerne auf lehmigen oder tonigen Erden. Er findet sich aber auch an Ruderalstellen und an Straßenrändern.

## Ökologie
Cherlers Klee ist selbstbestäubend. Zur Ausbreitung fallen bei Trifolium cherleri nicht etwa die Samen oder Früchte herab, sondern der ganze Blütenstand bricht von der Sprossachse herunter. Dieser Ausbreitungsmechanismus wird Synaptospermie genannt.

## Taxonomie und Systematik
Cherlers Klee wurde 1753 von Carl von Linné in Demonstrationes Plantarum in Horto Upsaliensi 1753... Seite 21 als Trifolium cherleri erstbeschrieben. Die Art ist zu Ehren des Schweizer Arztes und Botanikers Johann Heinrich Cherler (1569–1609/1610) benannt. Cherler war der Schwiegersohn des Botanikers Johann Bauhin.
Cherlers Klee wird in der Gattung in die Sektion Trifolium, Untersektion Lappacea gestellt. Nächster Verwandter scheint Trifolium hirtum All. zu sein, dem er sehr ähnlich ist. Wichtigstes Unterscheidungsmerkmal zwischen beiden Arten ist der Kelch, der bei Cherlers Klee mit der Blütenstandsachse verwächst, bei Trifolium hirtum aber frei bleibt.